# Bolbitis hemiotis
Bolbitis hemiotis là một loài thực vật có mạch trong họ Lomariopsidaceae. Loài này được (Maxon) Ching mô tả khoa học đầu tiên năm 1934.